# Mohamed Ali Kebabou
Mohamed Ali Kebabou (ur. 27 czerwca 1988 w Hammamet) – tunezyjski lekkoatleta specjalizujący się w rzucie oszczepem.
We wrześniu 2005 zdobył srebrny medal mistrzostw Afryki juniorów. Uczestnik mistrzostw świata kadetów w roku 2005 (odpadł w eliminacjach) oraz mistrzostw świata juniorów rok później (odpadł w eliminacjach). W 2007 wywalczył mistrzostwo Afryki juniorów i brąz igrzysk afrykańskich, a rok później zdobył złoty medal i tytuł mistrza Afryki.
Rekord życiowy: 74,20 (4 maja 2008, Addis Abeba).